# Voo Pacific Southwest Airlines 182
O voo Pacific Southwest Airlines 182 foi um voo regular de passageiros operado por um Boeing 727-214 que fazia a rota doméstica de Sacramento a San Diego com uma escala na cidade de Los Angeles, Califórnia. O aeroporto de San Diego era o mais movimentado de pista única nos Estados Unidos. Durante o procedimento de aterrissagem o jato Boeing 727 colidiu no ar com um monomotor Cessna 172 que fazia um voo privado para escola de pilotagem.

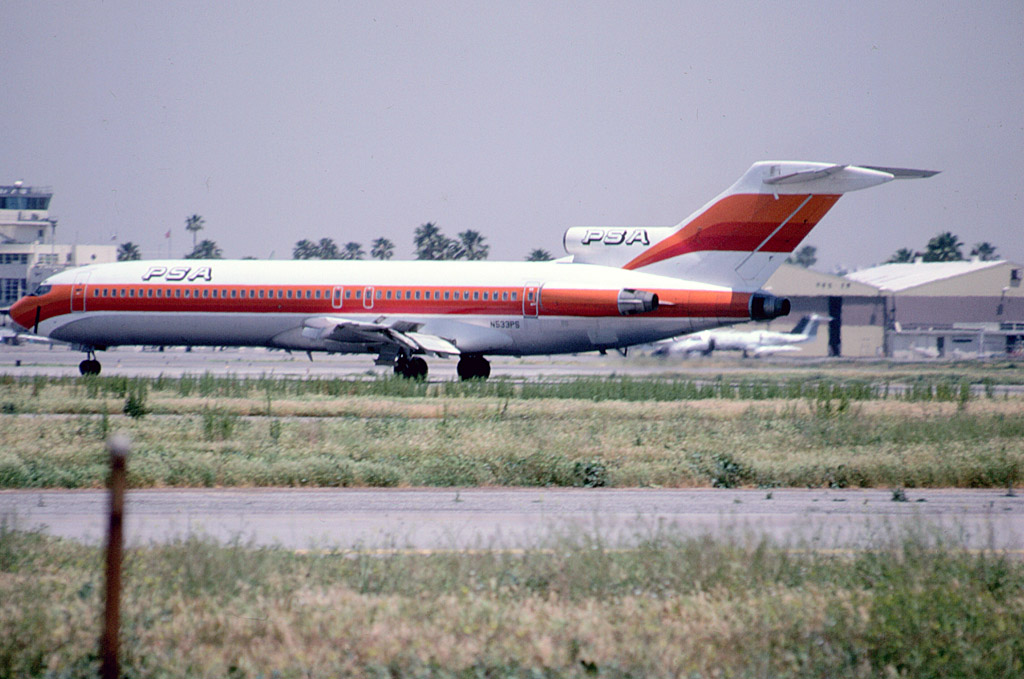
N533PS, a aeronave envolvida, fotografada meses antes do acidente

## Acidente

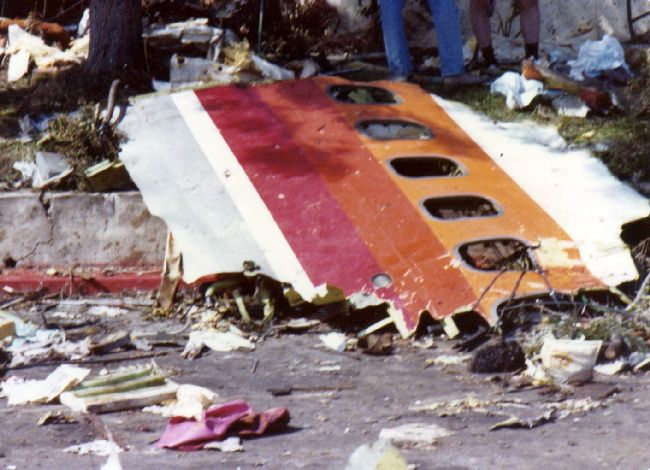
Os destroços do voo 182

Durante aproximação para aterrizagem no aeroporto de San Diego, o Boeing 727 da PSA recebe um aviso, da torre de controle, de que estava em trânsito com um monomotor Cessna 172. Os pilotos do jato da PSA reportaram à torre de comando que haviam avistado o monomotor, ausentando qualquer preocupação.
A torre de controle recebeu um alerta do recém inaugurado sistema de radar de que a colisão era iminente. Pouca atenção foi dada, pois, havia muitos alarmes falsos. Um aviso foi dado a aeronave da PSA, responsável por manter distancia na aproximação. O aviso não foi dado a tripulação do Cessna. Um fato chama atenção dos investigadores de acidente do voo. Há evidências da aparição de uma terceira aeronave próxima ao local na hora do acidente.
Cerca de 16 testemunhas do acidente afirmam ter visto um monomotor. Nos anos 70, pequenas aeronaves não possuíam transponder e não eram detectadas pelo controle de trafego aéreo. Conversas na caixa preta apontam que nos últimos diálogos com a torre, o PSA afirma ter visto o Cessna, na posição de 1 hora, mas, a aeronave estava às 11 horas. Em seguida, afirma ter passado pela aeronave, o que sugere a presença de uma terceira e pequena aeronave.
O erro fatal aconteceu por causa da estática do rádio, que confundiu o operador. A confusão entre estar "passando", e ter "passado", foi decisiva, uma vez que, o controlador de voo sabia que as aeronaves seguiam o mesmo sentido e o radar mostrava o PSA atrás do Cessna. O controlador respondeu "OK", pois, pensava que o piloto possuía contato visual e estava fazendo a ultrapassagem naquele momento.
Quando o jato inicia a descida para o pouso, o 727 colide com o Cessna 172 que estava logo abaixo. As duas aeronaves caíram em uma área residencial no bairro North Park, em San Diego. O Boeing 727 caiu ao norte do cruzamento das ruas Dwight e Nile, explodindo com o impacto e destruindo 22 casas, matando todas as 135 pessoas a bordo da aeronave e sete pessoas em solo, incluindo duas crianças. O Cessna 172 caiu na Avenida Polk, entre as ruas 32 e Iowa, matando os únicos dois ocupantes a bordo. No total, morreram 144 pessoas, sendo o pior acidente aéreo da Califórnia.